# Anthony Poujol
Pour les articles homonymes, voir Poujol.
Pas d'image ? Cliquez ici

a Compétitions nationales et continentales officielles uniquement.

Dernière mise à jour le 27 novembre 2011.
Anthony Poujol, né le 1er avril 1987 à Aubagne, est un ancien joueur de rugby à XV français qui évoluait au poste d'ailier. Il pouvait aussi évoluer au poste de demi de mêlée.

## Carrière
- 2008-2009 : AS Béziers
- 2009-2013 : SC Albi
- 2103-2014 : Stade Rodez
- 2014-2016 : Provence rugby
- 2017-2022 : SC Graulhet